# IFK Salem
IFK Salem är en ishockeyförening från Salem, som grundades 1972. Från början hade föreningen även fotboll på programmet, men den sektionen är sedan 1992 hopslagen med Rönninge SK under namnet Rönninge Salem Fotboll.
Säsongerna 2001/2002 och 2002/2003 spelade man i Division 1 och placerade sig på åttonde plats två år i rad. Första året klarade man sig kvar genom en sjätteplats i fortsättningsserien, men andra säsongen räckte man inte till utan flyttades tillbaka till Division 2.